# Macrostemum similior
Macrostemum similior är en nattsländeart som först beskrevs av Banks 1931.  Macrostemum similior ingår i släktet Macrostemum och familjen ryssjenattsländor. Inga underarter finns listade i Catalogue of Life.